# باقی‌مانده (فیلم)
باقی‌مانده (انگلیسی: Remain) یک فیلم دلهره‌آور عاشقانه و فراطبیعی آمریکایی به نویسندگی، کارگردانی و تهیه‌کنندگی ام. نایت شامالان است. این فیلم بر پایهٔ ایده‌ای ساخته شده که شیامالان با همکاری نیکلاس اسپارکس مطرح کرده است. اسپارکس نسخهٔ رمان این داستان را به‌طور مستقل نوشته است. جیک جیلنهال، فیبی داینور و اشلی والترز از بازیگران اصلی این فیلم هستند. این فیلم قرار است در ۲۳ اکتبر ۲۰۲۶ اکران شود.

## داستان
تِیت دانوان، معمار اهل نیویورک، برای طراحی یک ویلای تابستانی برای بهترین دوستش راهی کیپ کاد می‌شود. او که به تازگی تحت درمان افسردگی شدید قرار گرفته، به دنبال شروعی تازه است. در حالی‌که هنوز در سوگ مرگ خواهرش به سر می‌برد، با زنی جوان به نام رن آشنا می‌شود؛ کسی که نظم محتاطانهٔ زندگی او را به هم می‌ریزد.

## بازیگران
- جیک جیلنهال در نقش تِیت دانوان
- فیبی داینور در نقش رن
- اشلی والترز

## تولید
در ژانویه ۲۰۲۵ اعلام شد که ام. نایت شامالان فیلمی دلهره‌آور عاشقانه و فراطبیعی را بر پایهٔ ایده‌ای از خودش و نیکلاس اسپارکس خواهد نوشت و کارگردانی می‌کند. نیکلاس اسپارکس رمان همراه این داستان را نوشته است. جیک جیلنهال برای نقش اصلی انتخاب شده و وارنر برادرز پیکچرز حقوق توزیع فیلم را به دست آورده است. مدیرِ اسپارکس از او خواسته بود که داستانی اصیل و جدید بنویسد که به‌زعم خودش و شامالان، برای مخاطبان هر دو مناسب باشد — و شامالان نیز قرار بود همین کار را انجام دهد. پس از تبادل ایده‌ها در اولین جلسه، تصمیم گرفتند که بر پایه داستان شامالان پیش بروند. تا ماه مه، فیبی داینور و اشلی والترز نیز به جمع بازیگران فیلم، که اکنون با عنوان باقی‌مانده شناخته می‌شود، اضافه شدند.

## فیلم‌برداری

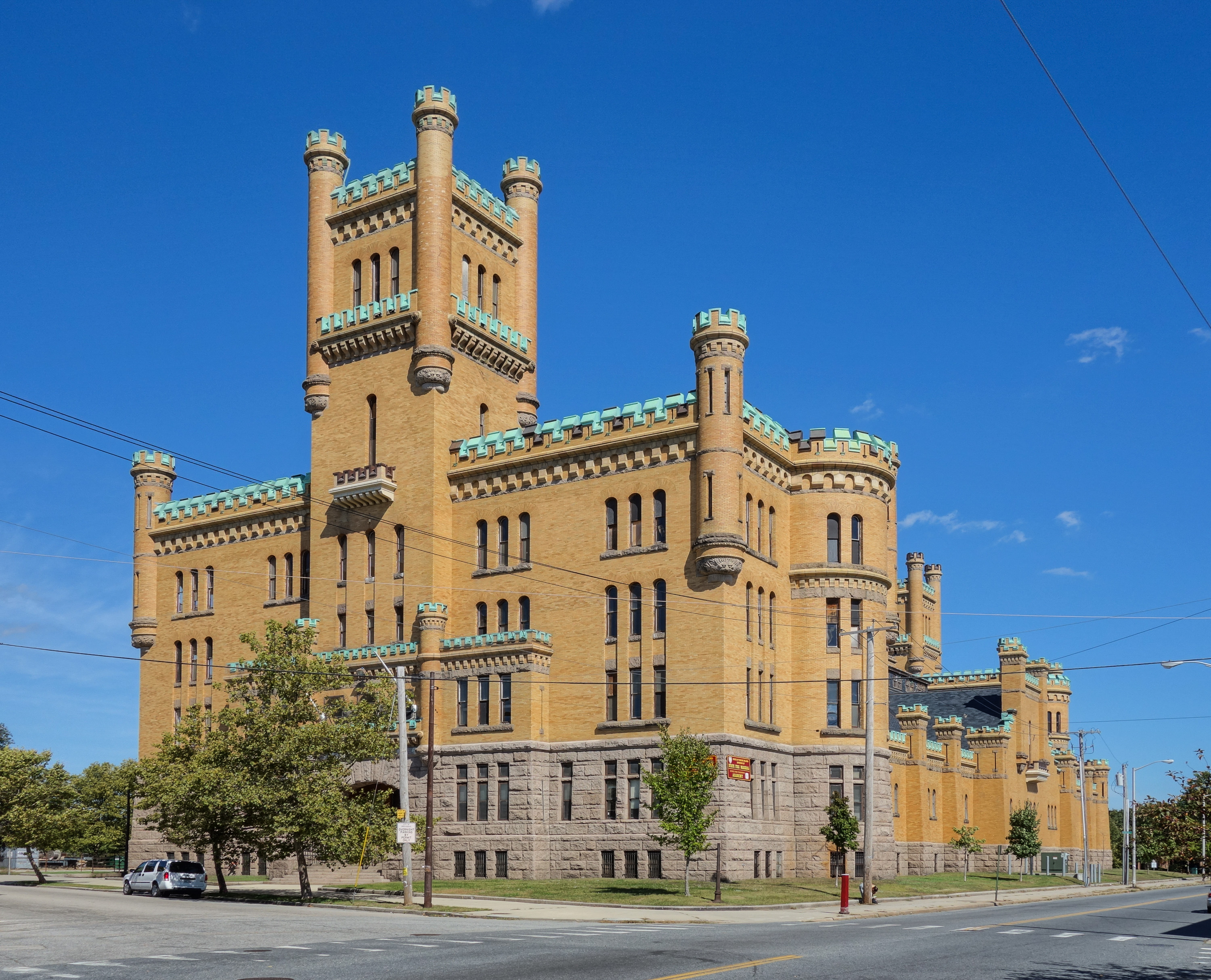
فیلم باقی‌مانده در رود آیلند فیلم‌برداری شده است؛ ساختمان کرنستون استریت آرمی‌ری (در تصویر) در پراویدنس به‌عنوان یکی از لوکیشن‌های اصلی این فیلم مورد استفاده قرار گرفته است.

تصویربرداری اصلی از ۱۸ ژوئن ۲۰۲۵ در ایالت رود آیلند آغاز شد. لوکیشن‌های فیلم شامل کافی‌شاپ کافی دپوت در شهر وارن؛ یک کشتی‌بان در خلیج نارگانست (با دسترسی از اسکله کشتی‌بان جزیره پرودنس در بریستول)؛ فروشگاه بسته‌شدهٔ گریز جنرال استور در روستای آدامزویل (و سایر مکان‌ها در شهر مرتبط لیتل کامپتون)؛ منطقه مرکز شهر و میدان واشینگتن (شامل نمای بیرونی ساختمان دادگاه فلورنس کِی. موری در پارک آیزنهاور) در نیوپورت؛ و یک میخانه در چپاچت، گلوستر. فیلم‌برداری قرار است در ۸ اوت به پایان برسد.
شرکت تولیدی شیامالان، بلیندینگ ادج پیکچرز، ماهانه مبلغ ۱۰٬۰۰۰ دلار برای اجاره ساختمان تاریخی کرنستون استریت آرمی‌ری در پراویدنس به مدت هفت ماه پرداخت کرده است؛ این پروژه از ۱ مه وارد این ساختمان شده و آن را به‌عنوان استودیوی صدا مورد استفاده قرار می‌دهد و تا پایان نوامبر برای هرگونه فیلم‌برداری مجدد آن را در اختیار خواهد داشت.

## انتشار
باقی‌مانده توسط وارنر برادرز در ۲۳ اکتبر ۲۰۲۶ به صورت سینمایی اکران خواهد شد.